# 本庄町 (神戸市東灘区)
本庄町（ほんじょうちょう）は、神戸市東灘区の町名の一つで、旧・本庄村域（本庄地区）と旧・本山村域（本山地区のうち東端にあり商船学校線より東・国道2号より南）にあたる。一～三丁目まであり、住居表示実施済み。郵便番号：658-0012。

## 位置
南から南東は深江北町と、西から南西は商船学校線を挟んで本山南町と、国道2号線を挟んで北は、北北西側に僅かに本山中町（1丁目の東半部）が接する以外は森南町と、同じく北東側の一点で芦屋市清水町と、東は芦屋市津知町と、それぞれ隣接している。

## 歴史
本庄（荘）は中世の菟原郡六荘の一つで、小路・北畠（畑）・田辺・中野・森・深江・東青木・葦屋・打出・三条・津知（西青木を除く本庄地区と本山地区東部と芦屋市域全体）に及び、江戸時代の本庄九ヶ村は前記から葦屋と打出を除いた村々である。明治22年にできた本庄村は深江・青木・西青木の3大字からなった。
本庄村が神戸市に編入された当初の本庄町は本庄村の大字の上に冠された町名で、旧本庄村域の全体に相当したが昭和46年と47年の住居表示実施によって現在の状態になった。
現在の本庄町は昭和47年（1972年）6月1日に（本庄町深江字）栄通一・二丁目・札場通一・二丁目（東半）と本山町森字長田が東端の一丁目、（本庄町深江字）札場通一・二丁目（西半）・稲荷筋一・二丁目（東半）と本山町森字大町が二丁目、（本庄町深江字）稲荷筋一・二丁目（西半）・薬王寺町一・二丁目と本山町中野字長者筋が西端の三丁目となって成立した。

## 人口統計
- 昭和63年（1988年）の世帯数1,583、人口4,230[2]。
- 平成17年国勢調査（2005年10月1日現在）における世帯数は2,180、人口5,326で内男性2,514人・女性2,812人[3]。